# Ró-Ró
Pedro Miguel Carvalho Deus Correia, meglio noto come Ró-Ró (Sintra, 6 agosto 1990), è un calciatore portoghese naturalizzato qatariota, difensore dell'Al-Sadd e della nazionale qatariota.

## Biografia
È nato a Sintra, precisamente nella freguesia di Algueirão-Mem Martins, da genitori di origini capoverdiane.

## Carriera
Esordisce con la nazionale qatariota il 29 marzo 2016 contro la Cina, incontro di qualificazione ai Mondiali 2018. Nel 2019 prende parte alla Coppa d'Asia, vinta dalla selezione araba.

## Statistiche

### Cronologia presenze e reti in nazionale
| Cronologia completa delle presenze e delle reti in nazionale ― Qatar | Cronologia completa delle presenze e delle reti in nazionale ― Qatar | Cronologia completa delle presenze e delle reti in nazionale ― Qatar | Cronologia completa delle presenze e delle reti in nazionale ― Qatar | Cronologia completa delle presenze e delle reti in nazionale ― Qatar | Cronologia completa delle presenze e delle reti in nazionale ― Qatar | Cronologia completa delle presenze e delle reti in nazionale ― Qatar | Cronologia completa delle presenze e delle reti in nazionale ― Qatar |
| Data                                                                 | Città                                                                | In casa                                                              | Risultato                                                            | Ospiti                                                               | Competizione                                                         | Reti                                                                 | Note                                                                 |
| -------------------------------------------------------------------- | -------------------------------------------------------------------- | -------------------------------------------------------------------- | -------------------------------------------------------------------- | -------------------------------------------------------------------- | -------------------------------------------------------------------- | -------------------------------------------------------------------- | -------------------------------------------------------------------- |
| 29-3-2016                                                            | Xi'an                                                                | Cina                                                                 | 2 – 0                                                                | Qatar                                                                | Qual. Mondiali 2018                                                  | -                                                                    |                                                                      |
| 29-5-2016                                                            | Hartberg                                                             | Albania                                                              | 3 – 1                                                                | Qatar                                                                | Amichevole                                                           | -                                                                    |                                                                      |
| 8-8-2016                                                             | Doha                                                                 | Qatar                                                                | 2 – 1                                                                | Iraq                                                                 | Amichevole                                                           | -                                                                    |                                                                      |
| 18-8-2016                                                            | Zurigo                                                               | Giordania                                                            | 2 – 3                                                                | Qatar                                                                | Amichevole                                                           | -                                                                    | 46’                                                                  |
| 25-8-2016                                                            | Doha                                                                 | Qatar                                                                | 3 – 0                                                                | Thailandia                                                           | Amichevole                                                           | -                                                                    | 36’                                                                  |
| 1-9-2016                                                             | Teheran                                                              | Iran                                                                 | 2 – 0                                                                | Qatar                                                                | Qual. Mondiali 2018                                                  | -                                                                    | 76’                                                                  |
| 6-9-2016                                                             | Doha                                                                 | Qatar                                                                | 0 – 1                                                                | Uzbekistan                                                           | Qual. Mondiali 2018                                                  | -                                                                    | 81’                                                                  |
| 29-9-2016                                                            | Doha                                                                 | Qatar                                                                | 3 – 0                                                                | Serbia                                                               | Amichevole                                                           | -                                                                    |                                                                      |
| 6-10-2016                                                            | Suwon                                                                | Corea del Sud                                                        | 3 – 2                                                                | Qatar                                                                | Qual. Mondiali 2018                                                  | -                                                                    |                                                                      |
| 11-10-2016                                                           | Doha                                                                 | Qatar                                                                | 1 – 0                                                                | Siria                                                                | Qual. Mondiali 2018                                                  | -                                                                    |                                                                      |
| 10-11-2016                                                           | Doha                                                                 | Qatar                                                                | 2 – 1                                                                | Russia                                                               | Amichevole                                                           | -                                                                    |                                                                      |
| 15-11-2016                                                           | Kunming                                                              | Cina                                                                 | 0 – 0                                                                | Qatar                                                                | Qual. Mondiali 2018                                                  | -                                                                    |                                                                      |
| 17-1-2017                                                            | Doha                                                                 | Qatar                                                                | 1 – 1                                                                | Moldavia                                                             | Amichevole                                                           | -                                                                    |                                                                      |
| 9-3-2017                                                             | Doha                                                                 | Qatar                                                                | 1 – 2                                                                | Azerbaigian                                                          | Amichevole                                                           | -                                                                    |                                                                      |
| 23-3-2017                                                            | Doha                                                                 | Qatar                                                                | 0 – 1                                                                | Iran                                                                 | Qual. Mondiali 2018                                                  | -                                                                    |                                                                      |
| 28-3-2017                                                            | Tashkent                                                             | Uzbekistan                                                           | 1 – 0                                                                | Qatar                                                                | Qual. Mondiali 2018                                                  | -                                                                    |                                                                      |
| 6-6-2017                                                             | Doha                                                                 | Qatar                                                                | 2 – 2                                                                | Corea del Nord                                                       | Amichevole                                                           | -                                                                    |                                                                      |
| 13-6-2017                                                            | Doha                                                                 | Qatar                                                                | 3 – 2                                                                | Corea del Sud                                                        | Qual. Mondiali 2018                                                  | -                                                                    |                                                                      |
| 16-8-2017                                                            | Burton upon Trent                                                    | Andorra                                                              | 0 – 1                                                                | Qatar                                                                | Amichevole                                                           | -                                                                    |                                                                      |
| 23-8-2017                                                            | Doha                                                                 | Qatar                                                                | 2 – 1                                                                | Turkmenistan                                                         | Amichevole                                                           | -                                                                    | 85’                                                                  |
| 31-8-2017                                                            | Malacca                                                              | Siria                                                                | 3 – 1                                                                | Qatar                                                                | Qual. Mondiali 2018                                                  | -                                                                    | 27’                                                                  |
| 5-10-2017                                                            | Doha                                                                 | Qatar                                                                | 3 – 1                                                                | Singapore                                                            | Amichevole                                                           | -                                                                    |                                                                      |
| 10-10-2017                                                           | Doha                                                                 | Qatar                                                                | 1 – 2                                                                | Curaçao                                                              | Amichevole                                                           | -                                                                    |                                                                      |
| 14-12-2017                                                           | Doha                                                                 | Qatar                                                                | 1 – 2                                                                | Liechtenstein                                                        | Amichevole                                                           | -                                                                    |                                                                      |
| 23-12-2017                                                           | Al Kuwait                                                            | Qatar                                                                | 4 – 0                                                                | Yemen                                                                | Coppa delle nazioni del Golfo 2017 - 1º turno                        | 1                                                                    |                                                                      |
| 26-12-2017                                                           | Al Kuwait                                                            | Iraq                                                                 | 2 – 1                                                                | Qatar                                                                | Coppa delle nazioni del Golfo 2017 - 1º turno                        | -                                                                    |                                                                      |
| 29-12-2017                                                           | Al Kuwait                                                            | Qatar                                                                | 1 – 1                                                                | Bahrein                                                              | Coppa delle nazioni del Golfo 2017 - 1º turno                        | -                                                                    |                                                                      |
| 21-3-2018                                                            | Bassora                                                              | Iraq                                                                 | 2 – 3                                                                | Qatar                                                                | Amichevole                                                           | -                                                                    |                                                                      |
| 24-3-2018                                                            | Bassora                                                              | Qatar                                                                | 2 – 2                                                                | Siria                                                                | Amichevole                                                           | -                                                                    |                                                                      |
| 7-9-2018                                                             | Doha                                                                 | Qatar                                                                | 1 – 0                                                                | Cina                                                                 | Amichevole                                                           | -                                                                    |                                                                      |
| 11-9-2018                                                            | Doha                                                                 | Qatar                                                                | 3 – 0                                                                | Palestina                                                            | Amichevole                                                           | -                                                                    |                                                                      |
| 12-10-2018                                                           | Doha                                                                 | Qatar                                                                | 4 – 3                                                                | Ecuador                                                              | Amichevole                                                           | -                                                                    | 70’                                                                  |
| 14-11-2018                                                           | Lugano                                                               | Svizzera                                                             | 0 – 1                                                                | Qatar                                                                | Amichevole                                                           | -                                                                    |                                                                      |
| 19-11-2018                                                           | Eupen                                                                | Islanda                                                              | 2 – 2                                                                | Qatar                                                                | Amichevole                                                           | -                                                                    |                                                                      |
| 23-12-2018                                                           | Doha                                                                 | Qatar                                                                | 2 – 0                                                                | Giordania                                                            | Amichevole                                                           | -                                                                    | 34’                                                                  |
| 27-12-2018                                                           | Doha                                                                 | Qatar                                                                | 0 – 1                                                                | Algeria                                                              | Amichevole                                                           | -                                                                    |                                                                      |
| 31-12-2018                                                           | Doha                                                                 | Qatar                                                                | 1 – 2                                                                | Iran                                                                 | Amichevole                                                           | -                                                                    | 35’, 52’                                                             |
| 9-1-2019                                                             | al-'Ayn                                                              | Qatar                                                                | 2 – 0                                                                | Libano                                                               | Coppa d'Asia 2019 - 1º turno                                         | -                                                                    |                                                                      |
| 13-1-2019                                                            | al-'Ayn                                                              | Corea del Nord                                                       | 0 – 6                                                                | Qatar                                                                | Coppa d'Asia 2019 - 1º turno                                         | -                                                                    | 74’                                                                  |
| 17-1-2019                                                            | Abu Dhabi                                                            | Arabia Saudita                                                       | 0 – 2                                                                | Qatar                                                                | Coppa d'Asia 2019 - 1º turno                                         | -                                                                    |                                                                      |
| 22-1-2019                                                            | Abu Dhabi                                                            | Qatar                                                                | 1 – 0                                                                | Iraq                                                                 | Coppa d'Asia 2019 - Ottavi di finale                                 | -                                                                    |                                                                      |
| 25-1-2019                                                            | Abu Dhabi                                                            | Corea del Sud                                                        | 0 – 1                                                                | Qatar                                                                | Coppa d'Asia 2019 - Quarti di finale                                 | -                                                                    |                                                                      |
| 29-1-2019                                                            | Abu Dhabi                                                            | Qatar                                                                | 4 – 0                                                                | Emirati Arabi Uniti                                                  | Coppa d'Asia 2019 - Semifinale                                       | -                                                                    | 90+4’                                                                |
| 1-2-2019                                                             | Abu Dhabi                                                            | Giappone                                                             | 1 – 3                                                                | Qatar                                                                | Coppa d'Asia 2019 - Finale                                           | -                                                                    | 90+3’                                                                |
| 6-6-2019                                                             | Brasilia                                                             | Brasile                                                              | 2 – 0                                                                | Qatar                                                                | Amichevole                                                           | -                                                                    | 52’                                                                  |
| 16-6-2019                                                            | Rio de Janeiro                                                       | Paraguay                                                             | 2 – 2                                                                | Qatar                                                                | Coppa America 2019 - 1º turno                                        | -                                                                    |                                                                      |
| 19-6-2019                                                            | San Paolo                                                            | Colombia                                                             | 1 – 0                                                                | Qatar                                                                | Coppa America 2019 - 1º turno                                        | -                                                                    | 73’                                                                  |
| 23-6-2019                                                            | Porto Alegre                                                         | Qatar                                                                | 0 – 2                                                                | Argentina                                                            | Coppa America 2019 - 1º turno                                        | -                                                                    | 85’                                                                  |
| 5-9-2019                                                             | Doha                                                                 | Qatar                                                                | 6 – 0                                                                | Afghanistan                                                          | Qual. Mondiali 2022                                                  | -                                                                    |                                                                      |
| 10-9-2019                                                            | Doha                                                                 | Qatar                                                                | 0 – 0                                                                | India                                                                | Qual. Mondiali 2022                                                  | -                                                                    |                                                                      |
| 15-10-2019                                                           | Al Wakrah                                                            | Qatar                                                                | 2 – 1                                                                | Oman                                                                 | Qual. Mondiali 2022                                                  | -                                                                    | 16’                                                                  |
| 19-11-2019                                                           | Dušanbe                                                              | Afghanistan                                                          | 0 – 1                                                                | Qatar                                                                | Qual. Mondiali 2022                                                  | -                                                                    | 62’                                                                  |
| 26-11-2019                                                           | Doha                                                                 | Qatar                                                                | 1 – 2                                                                | Iraq                                                                 | Coppa delle nazioni del Golfo 2019 - 1º turno                        | -                                                                    |                                                                      |
| 29-11-2019                                                           | Doha                                                                 | Yemen                                                                | 0 – 6                                                                | Qatar                                                                | Coppa delle nazioni del Golfo 2019 - 1º turno                        | -                                                                    |                                                                      |
| 2-12-2019                                                            | Doha                                                                 | Qatar                                                                | 4 – 2                                                                | Emirati Arabi Uniti                                                  | Coppa delle nazioni del Golfo 2019 - 1º turno                        | -                                                                    |                                                                      |
| 5-12-2019                                                            | Al Wakrah                                                            | Arabia Saudita                                                       | 1 – 0                                                                | Qatar                                                                | Coppa delle nazioni del Golfo 2019 - Semifinale                      | -                                                                    | 74’                                                                  |
| 12-10-2020                                                           | Adalia                                                               | Ghana                                                                | 5 – 1                                                                | Qatar                                                                | Amichevole                                                           | -                                                                    |                                                                      |
| 13-11-2020                                                           | Hartberg                                                             | Costa Rica                                                           | 1 – 1                                                                | Qatar                                                                | Amichevole                                                           | -                                                                    |                                                                      |
| 17-11-2020                                                           | Maria Enzersdorf                                                     | Qatar                                                                | 1 – 2                                                                | Corea del Sud                                                        | Amichevole                                                           | -                                                                    | 69’                                                                  |
| 24-3-2021                                                            | Debrecen                                                             | Qatar                                                                | 1 – 0                                                                | Lussemburgo                                                          | Amichevole                                                           | -                                                                    | 26’                                                                  |
| 27-3-2021                                                            | Debrecen                                                             | Qatar                                                                | 2 – 1                                                                | Azerbaigian                                                          | Amichevole                                                           | -                                                                    | 67’                                                                  |
| 30-3-2021                                                            | Debrecen                                                             | Qatar                                                                | 1 – 1                                                                | Irlanda                                                              | Amichevole                                                           | -                                                                    |                                                                      |
| 4-7-2021                                                             | Pola                                                                 | El Salvador                                                          | 0 – 1                                                                | Qatar                                                                | Amichevole                                                           | -                                                                    |                                                                      |
| 13-7-2021                                                            | Houston                                                              | Qatar                                                                | 3 – 3                                                                | Panama                                                               | Gold Cup 2021 - 1º turno                                             | -                                                                    |                                                                      |
| 17-7-2021                                                            | Houston                                                              | Grenada                                                              | 0 – 4                                                                | Qatar                                                                | Gold Cup 2021 - 1º turno                                             | -                                                                    |                                                                      |
| 20-7-2021                                                            | Houston                                                              | Honduras                                                             | 0 – 2                                                                | Qatar                                                                | Gold Cup 2021 - 1º turno                                             | -                                                                    |                                                                      |
| 25-7-2021                                                            | Glendale                                                             | Qatar                                                                | 3 – 2                                                                | El Salvador                                                          | Gold Cup 2021 - Quarti di finale                                     | -                                                                    |                                                                      |
| 30-7-2021                                                            | Austin                                                               | Qatar                                                                | 0 – 1                                                                | Stati Uniti                                                          | Gold Cup 2021 - Semifinale                                           | -                                                                    |                                                                      |
| 1-9-2021                                                             | Debrecen                                                             | Qatar                                                                | 0 – 4                                                                | Serbia                                                               | Amichevole                                                           | -                                                                    |                                                                      |
| 4-9-2021                                                             | Debrecen                                                             | Qatar                                                                | 1 – 3                                                                | Portogallo                                                           | Amichevole                                                           | -                                                                    | 87’                                                                  |
| 7-9-2021                                                             | Lussemburgo                                                          | Lussemburgo                                                          | 1 – 1                                                                | Qatar                                                                | Amichevole                                                           | -                                                                    | 38’ 87’                                                              |
| 9-10-2021                                                            | Loulé                                                                | Portogallo                                                           | 3 – 0                                                                | Qatar                                                                | Amichevole                                                           | -                                                                    |                                                                      |
| 12-10-2021                                                           | Dublino                                                              | Irlanda                                                              | 4 – 0                                                                | Qatar                                                                | Amichevole                                                           | -                                                                    |                                                                      |
| 11-11-2021                                                           | Belgrado                                                             | Serbia                                                               | 4 – 0                                                                | Qatar                                                                | Amichevole                                                           | -                                                                    | 75’                                                                  |
| 30-11-2021                                                           | Al Khawr                                                             | Qatar                                                                | 1 – 0                                                                | Bahrein                                                              | Coppa araba FIFA 2021 - 1º turno                                     | -                                                                    | 44’ 82’                                                              |
| 3-12-2021                                                            | Doha                                                                 | Oman                                                                 | 1 – 2                                                                | Qatar                                                                | Coppa araba FIFA 2021 - 1º turno                                     | -                                                                    | 38’                                                                  |
| 26-3-2022                                                            | Ar Rayyan                                                            | Qatar                                                                | 2 – 1                                                                | Bulgaria                                                             | Amichevole                                                           | -                                                                    | 74’                                                                  |
| 29-3-2022                                                            | Ar Rayyan                                                            | Qatar                                                                | 0 – 0                                                                | Slovenia                                                             | Amichevole                                                           | -                                                                    | 87’                                                                  |
| 20-8-2022                                                            | Wiener Neustadt                                                      | Qatar                                                                | 2 – 2                                                                | Marocco                                                              | Amichevole                                                           | -                                                                    |                                                                      |
| 23-8-2022                                                            | Wiener Neustadt                                                      | Qatar                                                                | 2 – 1                                                                | Ghana                                                                | Amichevole                                                           | -                                                                    |                                                                      |
| 26-8-2022                                                            | Wiener Neustadt                                                      | Qatar                                                                | 1 – 1                                                                | Giamaica                                                             | Amichevole                                                           | -                                                                    | 65’ 84’                                                              |
| 23-9-2022                                                            | Vienna                                                               | Qatar                                                                | 0 – 2                                                                | Canada                                                               | Amichevole                                                           | -                                                                    | 46’                                                                  |
| 27-9-2022                                                            | Vienna                                                               | Qatar                                                                | 2 – 2                                                                | Cile                                                                 | Amichevole                                                           | -                                                                    |                                                                      |
| 13-10-2022                                                           | Marbella                                                             | Nicaragua                                                            | 1 – 2                                                                | Qatar                                                                | Amichevole                                                           | -                                                                    | 64’                                                                  |
| 9-11-2022                                                            | Marbella                                                             | Qatar                                                                | 1 – 0                                                                | Albania                                                              | Amichevole                                                           | -                                                                    | 75’                                                                  |
| 20-11-2022                                                           | Al Khawr                                                             | Qatar                                                                | 0 – 2                                                                | Ecuador                                                              | Mondiali 2022 - 1º turno                                             | -                                                                    |                                                                      |
| 25-11-2022                                                           | Doha                                                                 | Qatar                                                                | 1 – 3                                                                | Senegal                                                              | Mondiali 2022 - 1º turno                                             | -                                                                    | 83’                                                                  |
| 29-11-2022                                                           | Al Khawr                                                             | Paesi Bassi                                                          | 2 – 0                                                                | Qatar                                                                | Mondiali 2022 - 1º turno                                             | -                                                                    |                                                                      |
| 7-9-2023                                                             | Al Wakrah                                                            | Qatar                                                                | 1 – 2                                                                | Kenya                                                                | Amichevole                                                           | -                                                                    | 63’                                                                  |
| 12-9-2023                                                            | Al Wakrah                                                            | Qatar                                                                | 1 – 1                                                                | Russia                                                               | Amichevole                                                           | -                                                                    | 60’                                                                  |
| 16-11-2023                                                           | Doha                                                                 | Qatar                                                                | 8 – 1                                                                | Afghanistan                                                          | Qual. Mondiali 2026                                                  | -                                                                    | 64’                                                                  |
| 21-11-2023                                                           | Bhubaneswar                                                          | India                                                                | 0 – 3                                                                | Qatar                                                                | Qual. Mondiali 2026                                                  | -                                                                    | 88’                                                                  |
| 31-12-2023                                                           | Doha                                                                 | Qatar                                                                | 3 – 0                                                                | Cambogia                                                             | Amichevole                                                           | -                                                                    | 46’                                                                  |
| 5-1-2024                                                             | Doha                                                                 | Qatar                                                                | 1 – 2                                                                | Giordania                                                            | Amichevole                                                           | -                                                                    | 46’                                                                  |
| 12-1-2024                                                            | Al Khawr                                                             | Qatar                                                                | 3 – 0                                                                | Libano                                                               | Coppa d'Asia 2023 - 1º turno                                         | -                                                                    | 90’                                                                  |
| 17-1-2024                                                            | Al Khawr                                                             | Tagikistan                                                           | 0 – 1                                                                | Qatar                                                                | Coppa d'Asia 2023 - 1º turno                                         | -                                                                    | 87’ 90+11’                                                           |
| 29-1-2024                                                            | Al Khawr                                                             | Qatar                                                                | 2 – 1                                                                | Palestina                                                            | Coppa d'Asia 2023 - Ottavi di finale                                 | -                                                                    |                                                                      |
| 3-2-2024                                                             | Al Khawr                                                             | Qatar                                                                | 1 – 1 dts (3 - 2 dtr)                                                | Uzbekistan                                                           | Coppa d'Asia 2023 - Quarti di finale                                 | -                                                                    | 105’                                                                 |
| 7-2-2024                                                             | Doha                                                                 | Iran                                                                 | 2 – 3                                                                | Qatar                                                                | Coppa d'Asia 2023 - Semifinale                                       | -                                                                    | 64’                                                                  |
| 5-9-2024                                                             | Al Rayyan                                                            | Qatar                                                                | 1 – 3                                                                | Emirati Arabi Uniti                                                  | Qual. Mondiali 2026                                                  | -                                                                    |                                                                      |
| 10-9-2024                                                            | Vientiane                                                            | Corea del Nord                                                       | 2 – 2                                                                | Qatar                                                                | Qual. Mondiali 2026                                                  | -                                                                    |                                                                      |
| 20-3-2025                                                            | Doha                                                                 | Qatar                                                                | 5 – 1                                                                | Corea del Nord                                                       | Qual. Mondiali 2026                                                  | -                                                                    |                                                                      |
| 25-3-2025                                                            | Biškek                                                               | Kirghizistan                                                         | 3 – 1                                                                | Qatar                                                                | Qual. Mondiali 2026                                                  | -                                                                    | 45’                                                                  |
| 5-6-2025                                                             | Doha                                                                 | Qatar                                                                | 1 – 0                                                                | Iran                                                                 | Qual. Mondiali 2026                                                  | 1                                                                    |                                                                      |
| Totale                                                               |                                                                      | Presenze                                                             | 104                                                                  |                                                                      | Reti                                                                 | 2                                                                    |                                                                      |

## Palmarès

### Club
- Qatar Second Division: 1

Al-Ahli Doha: 2012-2013
- Campionato qatariota: 4

Al-Sadd: 2018-2019, 2020-2021, 2021-2022, 2024-2025
- Coppa dell'Emiro del Qatar: 3

Al-Sadd: 2016-2017, 2019-2020, 2020-2021
- Coppa del Qatar: 3

Al-Sadd: 2017, 2020, 2021
- Coppa dello Sceicco Jassem: 2

Al-Sadd: 2017, 2019
- Coppa delle Stelle del Qatar: 1

Al-Sadd: 2019-2020

### Nazionale
- Coppa d'Asia: 2

Emirati Arabi Uniti 2019, Qatar 2023